# Xylopia richardii
Xylopia richardii este o specie de plante angiosperme din genul Xylopia, familia Annonaceae, descrisă de Louis Hyacinthe Boivin și Henri Ernest Baillon. A fost clasificată de IUCN ca specie vulnerabilă. Conform Catalogue of Life specia Xylopia richardii nu are subspecii cunoscute.